# Wang Junxia
Wang Junxia (kinesiska 王军霞), född den 9 januari 1973 i Jiaohe i Jilin-provinsen, är en kinesisk kvinnlig medel- och långdistanslöpare som under mitten av 1990-talet dominerade friidrottens längre distanser. 
Wangs genombrott kom vid VM för juniorer 1992 i Seoul där hon vann guld på 10 000 meter med tiden 32.29,90 förre etiopiskan Gete Wami. Samma år sprang terräng VM för juniorer och slutade på andra plats efter Paula Radcliffe. Året efter 1993 var Wangs magiska år. Först vann hon guld vid Asiatiska mästerskapen på 10 000 meter med tiden 34.19.32. Den 21 augusti vann hon guld på 10 000 meter vid VM med tiden 30.49,30 vilket var nytt mästerskapsrekord.  
Vid de "allkinesiska spelen" 1993 slog Wang tre världsrekord. Den 8 september vann Wang guld på 10 000 meter med tiden 29.31,78. En tid som var ofattbara 42 sekunder snabbare än Ingrid Kristiansens världsrekord. Den 11 september ställde Wang upp på 1 500 meter och slutade där tvåa efter Qu Yunxia på tiden 3.51,92. Även om hon slutade på andra plats sprang hon snabbare än det tidigare världsrekordet som Tatjana Kazankina hade. Fortfarande är tiden den femte snabbaste någonsin på 1 500 meter. 
Dagen efter den 12 september sprang Wang 3 000 meter. Världsrekordet innan 
tävlingarna började hade Tatjana Kazankina och var på 8.22,62. I den första semifinalen sprang Zhang Linli på det nya världsrekordet 8.22,06, hennes världsrekord stod sig bara i en timme innan Wang i sin semifinal sprang på 8.12,19. Dagen efter i finalen krossade hon sitt nysatta världsrekord när hon sprang på 8.06,11. 
1995 valde Wang att bryta med den kinesiske demontränaren Ma Junren som legat bakom det kinesiska (kvinnliga) medel- och långdistansundret. Hennes sista mästerskap blev Olympiska sommarspelen 1996 där hon vann guld på 5 000 meter och silver på 10 000 meter.

## Personliga rekord
- 1 500 m 3.51,92
- 3 000 m 8.06,11 WR
- 5 000 m 14.51,87
- 10 000 m 29.31,78 WR
- Maraton 2:24.07